# California Blue
California Blue är en sång skriven av Roy Orbison, Jeff Lynne och Tom Petty, och inspelad av Roy Orbison på albumet Mystery Girl, utgivet 1989.

## Listplaceringar
| Lista (1989)       | Topplacering |
| ------------------ | ------------ |
| Belgien (Flandern) | 25           |
| Västtyskland       | 34           |

### Fotnoter
1. ↑  ”Mystery Girl” (på engelska). Discogs. 11 mars 1989. http://www.discogs.com/Roy-Orbison-Mystery-Girl/master/81172. Läst 29 december 2014.
2. ↑  ”California Blue”. Ultratop. 11 mars 1989. http://www.ultratop.be/nl/song/6387/Roy-Orbison-California-Blue. Läst 29 december 2014.